# Church Farm Racing
Church Farm Racing war ein britischer Rennstall, der in den späten 1960er Jahren in der Formel 3 und in der Formel 2 aktiv war.
Der Rennstall wurde gegründet von Bernard Hender, dem Stiefvater des britischen Rennfahrers Derek Bell. Church Farm Racing verfolgte primär den Zweck, die Motorsport-Karriere von Derek Bell zu fördern. Dementsprechend begleitete das Team den jungen Rennfahrer Mitte der 1960er Jahre durch eine Reihe von Einsätzen in der Formel 3. In der Saison 1968 trat das Team allerdings auch in der Formel-2-Europameisterschaft an; 1969 und 1970 war es in der Europäischen Formel-5000-Meisterschaft aktiv.
Die alltägliche Organisation des Rennbetriebes bei Church Farm Racing wurde in den späten 1960er Jahren zunehmend von Mike Earle durchgeführt. Mike Earle sollte später mit David Purley den Rennstall LEC (Motorsport) betreiben und ab 1978 mit Onyx Grand Prix ein eigenes Team besitzen, mit dem er in der Formel 2, der Formel 3000 und der Formel 1 präsent war.

## Formel 2

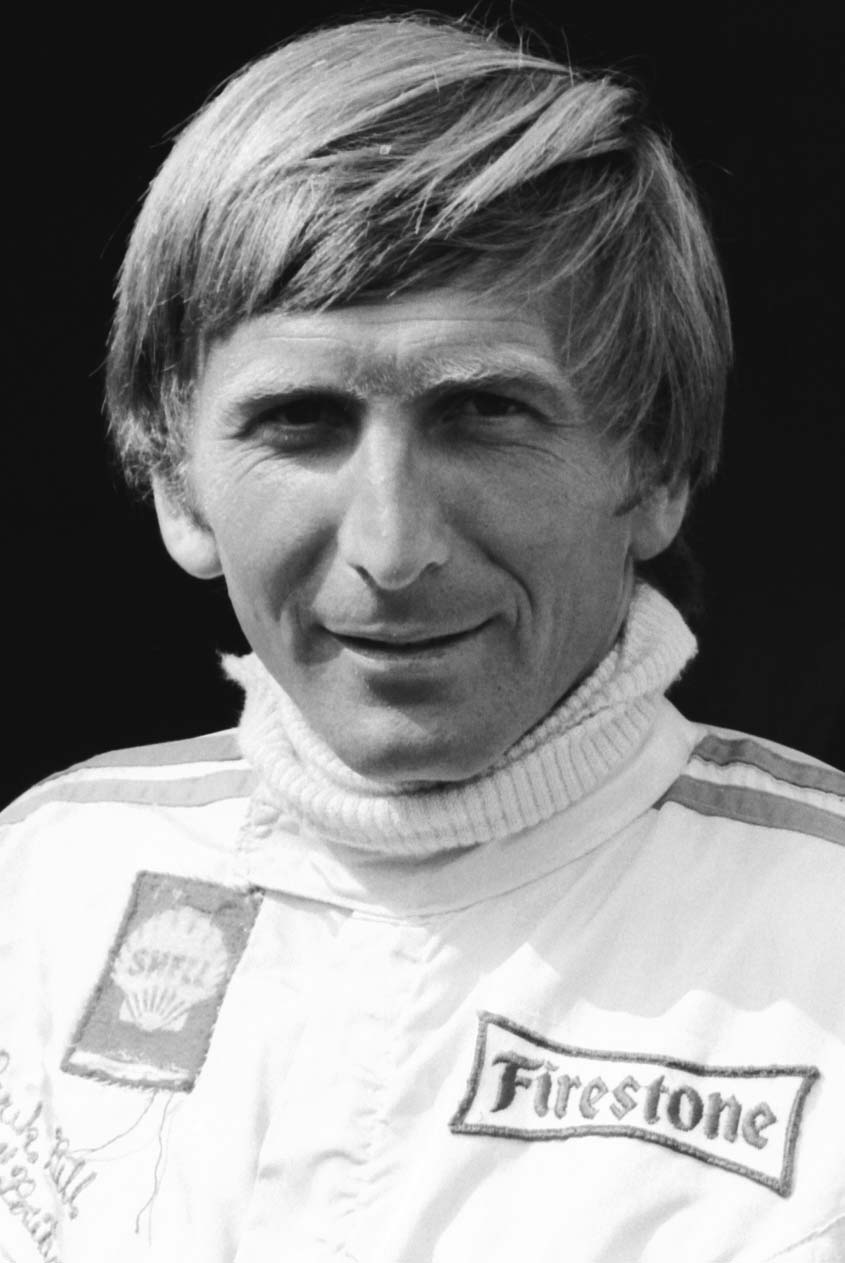
Derek Bell

### 1968
Church Farm Racing nahm den Rennbetrieb in der Formel 2 zu Beginn des Jahres 1968 auf. Das Team setzte einen Brabham BT23C mit Cosworth-FVA-Motor ein. Als Fahrer war zunächst Derek Bell vorgesehen; später ersetzte man ihn durch Brian Hart.
Das Team meldete sich erstmals zum Gran Premio Barcelona im März 1968, ging dort aber noch nicht an den Start. Der erste Einsatz erfolgte beim Internationalen ADAC-Eifelrennen auf der Südschleife des Nürburgrings am 21. April 1968. Derek Bell konnte das Rennen als Dritter beenden, wobei er Konkurrenten der Werksteams der Scuderia Ferrari und Lotus hinter sich ließ. Zu den folgenden Meisterschaftsläufen trat Bell kontinuierlich an, fiel in den Rennen aber mit einer Ausnahme (Rhein-Pokalrennen auf dem Hockenheimring im Juni 1968, Zieleinlauf als 11.) regelmäßig aus.
Nach diesem Rennen wechselte Derek Bell zum Werksteam von Ferrari. Church Farm Racing meldete daraufhin ab dem Flugplatzrennen Tulln-Langenlebarn bei Wien den britischen Rennfahrer Brian Hart, der deutlich mehr Zieleinläufe erreichen konnte als sein Vorgänger. Bei seinem ersten Einsatz Hart kam ins Ziel, legte dabei aber mit 46 Runden nur etwas mehr als die Hälfte der maximalen Distanz zurück und wurde dabei nicht gewertet. In Enna wurde Hart Siebenter, und im folgenden Meisterschaftslauf in Reims kam er als Fünfter ins Ziel. Beim ADAC-Preis von Baden-Württemberg auf dem Hockenheimring erreichte Hart einen Zieleinlauf als Sechster. Zum Gran Prix d´Albi in Frankreich wurde noch einmal Derek Bell gemeldet; er trat allerdings nicht an, so dass erneut Brian Hart im Cockpit saß.

### 1969
Für die ersten beiden Läufe zur Formel-2-Europameisterschaft in Thruxton und auf dem Hockenheimring meldete Church Farm Racing einen Brabham BT30 für den Amerikaner Roy Pike, und für die beiden folgenden Veranstaltungen in Pau und auf dem Nürburgring wurde das Auto für Peter Gethin gemeldet. Tatsächlich trat das Team allerdings zu keinem dieser Rennen an; die offiziellen Listen weisen jeweils den Eintrag „DNA“ (did not arrive) auf. Für die darauf folgenden Veranstaltungen der Formel 2 gibt es keine Meldungen mehr.

## Formel 5000
Ab 1969 konzentrierte sich das Team auf die Europäische Formel-5000-Meisterschaft.

### 1969

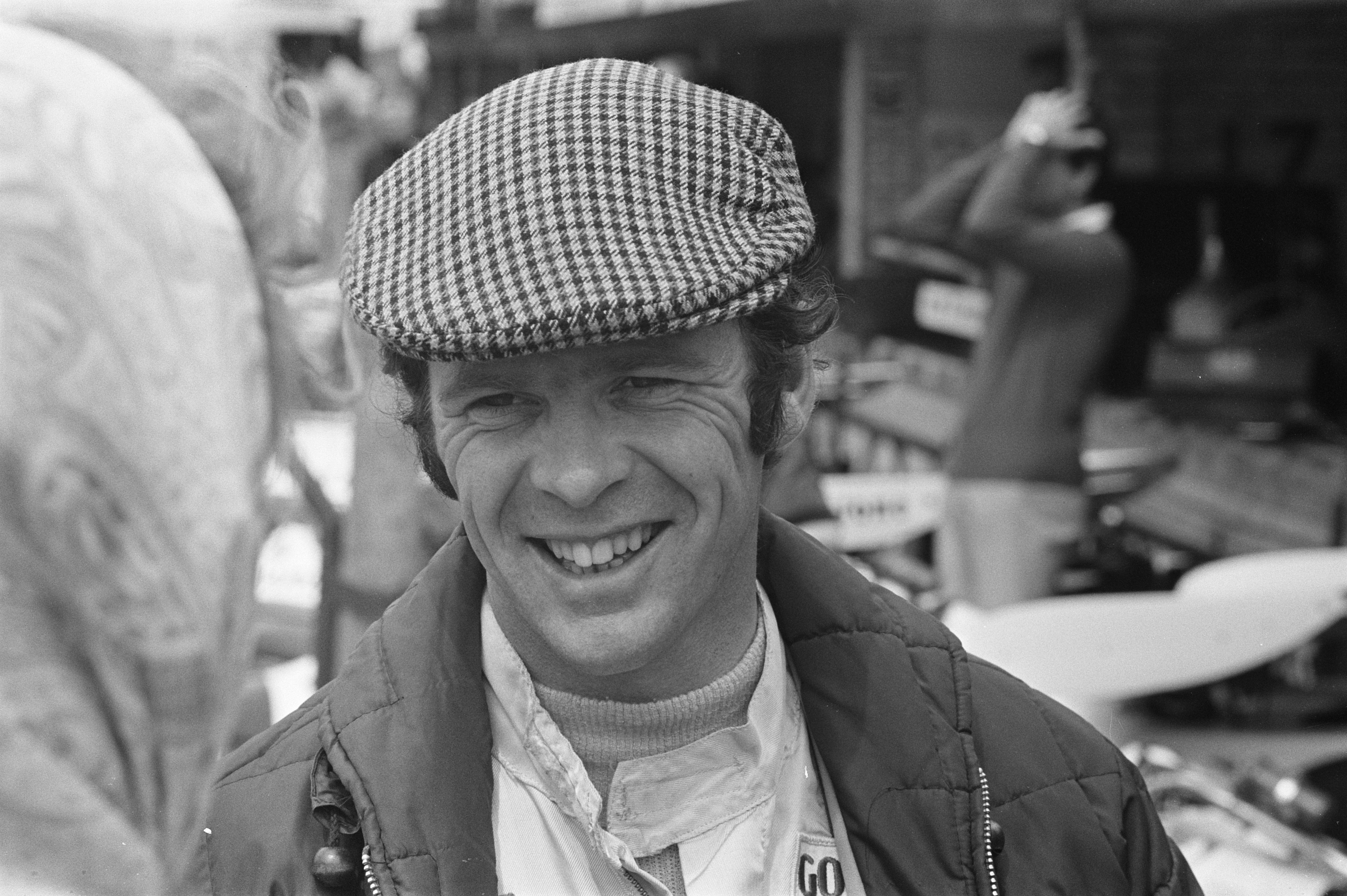
Gewann mit Church Farm die erste Auflage der Europäischen Formel-5000-Meisterschaft: Peter Gethin

In der ersten Saison der Europäischen Formel-5000-Meisterschaft meldete Church Farm Racing einen McLaren M10A mit 5-LiterChevrolet-Motor für Peter Gethin. Das Team war gut geführt, solide ausgestattet und mit der Kombination aus Auto und Fahrer insgesamt sehr erfolgreich. Gethin konnte die ersten vier Rennen der Meisterschaft (in Oulton Park, zweimal in Brands Hatch und in Mallory Park) gewinnen; beim fünften Lauf fiel Gethin nach Kupplungsdefekt aus. Danach trat das Team zu einigen Läufen nicht an. Bei den letzten drei Rennen der Saison war es wieder präsent; Gethin dominierte hier allerdings nicht in dem Maße, wie er es zu Saisonbeginn getan hatte. Ungeachtet dessen gewann er den Meistertitel der Saison 1969.

### 1970
In der Saison 1970 trat Church Farm Racing erneut mit Peter Gethin als Piloten an. Gethin dominierte wiederum die Serie und gewann zum zweiten Mal den Meistertitel. Peter Gethin bestritt bereits parallel zu seinen Einsätzen in der Formel 5000 einige Rennen in der Formel 2 und der Formel 1; für die Saison 1971 sollte er einen festen Platz im Formel-1-Team von McLaren erhalten. Church Farm Racing stellte daraufhin den Rennbetrieb ein.